# Colibrí calçat de cames roses
El colibrí calçat de cames roses (Haplophaedia assimilis) és una espècie d'ocell de la família dels troquílids (Trochilidae) que habita el medi forestal dels Andes del Perú i l'oest de Bolívia. 
Ha estat considerat coespecífic d'Haplophaedia aureliae.